# Wohn- und Wirtschaftsgebäude Alt Treuenfeld
Das Wohn- und Wirtschaftsgebäude Alt Treuenfeld im niedersächsischen Nordenham-Treuenfeld im Landkreis Wesermarsch stammt aus dem 19. Jahrhundert.

Aktuell (2024) wird es als Wohnhaus und landwirtschaftlich genutzt.
Das Gebäude steht unter Denkmalschutz (siehe auch Liste der Baudenkmale in Nordenham).

## Geschichte
Treuenfeld in der Gemarkung Esenshamm war eine Bauerschaft und ist heute ein Ortsteil von Nordenham. 1746 fanden hier zur Landgewinnung Eindeichungen an der Weser statt. 1750 gab es das 150 ha große Gut Treuenfeld von Konrad Alexander Vrints von Treuenfeld.

## Beschreibung
Das eingeschossige verklinkerte Hallenhaus mit Krüppelwalmdach und einer Schleppgaube im Giebelwalm des Wohntraktes sowie der Grooten Door und mit einem rechten Anbau sowie dem kleinen südlichen Anbau am Wohntrakt stammt wohl aus dem 19. Jahrhundert. Durch Umbauten wurde der Wohnteil verändert.

Auf dem Hof stehen weitere nicht denkmalgeschützte Wirtschaftsgebäude.
Das Landesdenkmalamt befand zur Bedeutung: „geschichtlich, wissenschaftlich“.